# 노르드 인종

Henry Keane의 Man, Past and Present (1899)에서 노르드 인종의 예시로 들어진 덴마크인 남성

노르드 인종(Nordic race) 또는 북유럽 인종은 19세기부터 20세기까지 인류학에서 쓰이던 역사적 인종 분류이다. 당시 일부 인류학자들은 노르드 인종을 코카소이드(백인종)의 아종 중 하나로 보았으며 북유럽에서 유래하였다고 추정하였다. 이론에 따라 앵글로색슨족, 게르만족, 발트족, 발트핀족, 북부 프랑스인, 일부 켈트족, 슬라브족, 게그인 등을 포함하였다. 특징적인 신체 형질로는 밝은 색의 눈, 밝은 색의 피부, 큰 키, 장두형(長頭形)의 두개골이 들어졌으며, 심리적 성질로는 진실함, 공평함, 경쟁 정신, 순진함, 내향성, 개인주의가 들어졌다. 20세기 초에는 노르드 인종이 특별히 우수한 인종이라는 믿음에 기반한 노르드주의라는 이데올로기가 유행하기도 했으며, 나치즘에 영향을 미쳤다는 주장도 있다. 현대 유전학의 등장으로 이 분류는 더 이상 받아들여지지 않는다.

## 같이 보기
- 아리아 인종
- 알프스 인종
- 디나르 인종
- WASP